# Diapetimorpha acadia
Diapetimorpha acadia är en stekelart som beskrevs av Joseph Augustine Cushman 1929. Diapetimorpha acadia ingår i släktet Diapetimorpha och familjen brokparasitsteklar. Inga underarter finns listade i Catalogue of Life.